# Franciszek Maria od Krzyża Jordan
Franciszek Maria od Krzyża Jordan, właściwie Jan Chrzciciel Jordan (ur. 16 czerwca 1848 w Gurtweil, zm. 8 września 1918 w Tafers) – duchowny katolicki, założyciel zgromadzeń zakonnych salwatorianów i salwatorianek, błogosławiony Kościoła katolickiego.

## Życiorys
Urodził się w niezbyt religijnej rodzinie jako drugi z trzech synów (jego bracia nazywali się Marcin i Edward) Wawrzyńca i Notburgi z domu Peter. Jego ojciec pracował jako najemnik u różnych pracodawców, a matka zajmowała się wychowaniem dzieci. Po pierwszej komunii świętej przeżył głęboką przemianę wewnętrzną, zaczęło kiełkować w nim pragnienie zostania kapłanem, które było bardzo odczuwalne w wieku 18 lat. Jego rodzina zmagała się z trudnościami finansowymi, pragnąc poprawić jej położenie na Wielkanoc roku 1862 podjął pracę fizyczną przy budowie kolei żelaznej na odcinku Konstancja-Waldshut-Bazylea. Silnym bodźcem w jego przemianie duchowej była śmierć ojca, którą przeżył w wieku 15 lat. W październiku 1864 r. rozpoczął naukę malarstwa u malarza dekoracyjnego i tapicera Jakuba Hildenbranda w Waldshut. Od marca 1867 do sierpnia 1868 roku podjął podróże związane z praktyką czeladniczą. Pracował w Augsburgu, Ratyzbonie i Baden-Baden, a zgodnie z przekazaną tradycją także w Czechach, Hamburgu i Berlinie, zaś 27 września 1867 roku został przyjęty do Katolickiego Stowarzyszenia Czeladników, założonego przez bł. Adolfa Kolpinga. W styczniu 1869 r. rozpoczął w Konstancji służbę wojskową, z której został zwolniony po sześciu tygodniach, prawdopodobnie ze względów zdrowotnych.

### Nauka
Żeby rozpocząć studia seminaryjne Jordan musiał mieć skończone gimnazjum. Ze względu na wiek nie próbował rozpoczynać nauk w niższych klasach gimnazjum, ale rozpoczął prywatne nauki u księży Fryderyka Werbera i Gottfrieda Nägele z Waldshut. W dniu 29 września 1870 roku Jan Chrzciciel Jordan przystąpił do egzaminu wstępnego do Wielkoksiążęcego Gimnazjum w Konstancji i został przyjęty do szóstej klasy (Untersekundy). Podjął czteroletnią naukę w gimnazjum, w czasie której ujawniły się jego niezwykłe zdolności lingwistyczne. W czasie egzaminu maturalnego przedstawił trzy prace o charakterze naukowo-językowej: wywód o „Elektrze” Sofoklesa w ośmiu europejskich językach; wypracowanie o miłości ojczyzny w czterech językach współczesnych; oraz próbę porównania językowego. Jego głęboki wzrost duchowy stymulował „Dziennik Duchowy”, którego prowadzenie rozpoczął 1 lipca 1875 roku. W dniu 23 października 1874 r. rozpoczął trzyletnie studia na Uniwersytecie Alberta Ludwika we Fryburgu. Jego przygotowanie do kapłaństwa przypadło na okres rozkwitu Kulturkampfu. Kolejne Katholikentage (Generalne Spotkania Katolików) stymulowały inspiracje apostolskie Jana Chrzciciela Jordana: we Fryburgu w Bryzgowii w 1875 r. na temat prasy (wystąpienie „apostoła prasy” Josepha Schordereta); w Monachium w 1876 r. na temat misji zagranicznych (wystąpienie Arnolda Janssena) i później w Konstancji w 1880 r. na temat oddziaływania pedagogicznego (wystąpienie Ludwika Auera). W czasie roku pastoralnego 1877-1878 w seminarium St. Peter (św. Piotra) koło Fryburga w Schwarzwaldzie w Janie Chrzcicielu Jordanie wzrastały pierwszy projekty dzieła apostolskiego koncentrujące się wokół słów z Ewangelii św. Jana: „A to jest życie wieczne, aby poznali Ciebie, jedynego prawdziwego Boga, oraz Tego, którego posłałeś, Jezusa Chrystusa” (J 17,3). Tu też, w kościele dawnego opactwa benedyktyńskiego w St. Peter koło Fryburga, Jan Jordan przyjął święcenia kapłańskie 21 lipca 1878 roku.

### Kapłaństwo
Bezpośrednio po święceniach ksiądz Jordan wyjechał do Rzymu, gdzie – zamieszkując najpierw w kolegium Campo Santo Teutonico koło bazyliki św. Piotra – w latach 1878–1880 podjął studia języków wschodnich w Instytucie św. Apolinarego. Już tam zdradzał chęci stworzenia nowego dzieła. Duże znaczenie dla jego przyszłej działalności miała podróż na Bliski Wschód w 1880 (Egipt, Palestyna, Liban), a miesięczny (od 3 III) pobyt w Jerozolimie utwierdził w nim kult Chrystusa Salwatora. W czasie niej pogłębiał znajomość języków wschodnich, zwłaszcza języka arabskiego, a także poszukiwał odpowiedzi na realizację powołania do dzieła apostolskiego. Jego poszukiwanie znalazło odpowiedź w aprobacie tego dzieła w przez różnych przedstawicieli obrządków i Kościołów wschodnich. W charyzmatycznej wizji na Libanie znalazł pewność co do założenia nowego dzieła apostolskiego. U kresu podróży w Smyrnie, 31 lipca 1880 roku, wysłał założenia nowego dzieła do ojcowskiego przyjaciela, biskupa Guglielma Lorenza Massai. Należący do dzieła mieli wypełniać nakaz Chrystusa „Idźcie i nauczajcie wszystkie narody”, nauczając, wychowując i kształcąc za pomocą słowa mówionego i pisanego. Mieli oni skupiać się w trzech stopniach: jako kapłani i świeccy w pierwszym stopniu, oddający się całkowicie dziełu; jako ludzie wykształceni Kościoła i z doświadczeniem profesjonalnym i pozostający w świecie w drugim stopniu; jako świeccy, mężczyźni i kobiety, broniący wiary w świecie w swoim środowisku życia w trzecim stopniu.

### Założenie i rozwój zgromadzeń
Po powrocie z Ziemi Świętej w dniu 6 września 1880, ks. Jan Chrzciciel Jordan w czasie prywatnej audiencji uzyskał błogosławieństwo dla realizacji dzieła apostolskiego. Po krótkiej współpracy z Ludwikiem Auerem i próbie złączenia swego apostolskiego dzieła z Instytutem Pedagogicznym Cassianeum w Donauwörth, ks. Jordan znalazł współpracowników w osobach ks. Bernharda Lüthena i Fryderyka Leonhardiego. To wraz z nimi założył w dniu 8 grudnia 1881 Apostolskie Towarzystwo Nauczania w kaplicy św. Brygidy na Piazza Farnese w Rzymie. Jego członkowie słowem mówionym i pisanym, wykorzystując wszystkie możliwe sposoby i środki, na wzór Apostołów mieli głosić Chrystusa na całym świecie. Ks. Jordan pozostał wierny trzystopniowej strukturze dzieła, tak jak ją przedstawił we wspomnianym programie z 31 lipca 1880. Dzieło to nosiło przede wszystkim uniwersalne znamię. W 1882 nazwa została zmieniona na Katolickie Towarzystwo Nauczania, a 11 marca 1883 dzieło przekształcono w zgromadzenie zakonne, a ojciec Jordan złożył śluby i przyjął imię Franciszka Marii od Krzyża. W 1893 przyjęło obecną nazwę Towarzystwo Boskiego Zbawiciela (Societas Divini Salvatoris – salwatorianie). W marcu 1883 powstała w Rzymie pierwsza wspólnota sióstr Katolickiego Towarzystwa Nauczania z s. Franciszką Streitel, która jednak usamodzielniła się w 1885. W 1886 Katolickie Towarzystwo Nauczania otrzymało pierwszą aprobatę diecezjalną Kardynała Wikariusza diecezji rzymskiej, Lucido Marii Parocchiego. W dniu 8 grudnia 1888 w Tivoli koło Rzymu założył Kongregację Sióstr Boskiego Zbawiciela (Congregatio Sororum Divini Salvatoris – salwatorianki), a współzałożycielką była późniejsza bł. Maria od Apostołów (w świecie baronowa Teresa von Wüllenweber). W 1894 powstała wspólnota sióstr w Rzymie. Od 1882, zamieszkując w Palazzo Cesi (Moroni; dzisiejsza Via della Concilazione 51) przy placu św. Piotra, ks. Jordan wynajmował dla studentów kolejne pomieszczenia, a 1895 nabył cały pałac, który stał się Domem Macierzystym zgromadzenia. To w tym pałacu urządził „Dom Bożej Opatrzności”, w którym w latach 90. XIX w. studiowało 200 studentów pochodzących z wielu krajów, w tym w znacznym stopniu z terenów Górnego Śląska pod zaborem pruskim. W dniu 13 grudnia 1889 Kongregacja Rozkrzewiania Wiary powierzyła Katolickiemu Towarzystwu Nauczania obszar misyjny prefektury apostolskiej Bhutanu, Manipuru i Asamu w Indiach. Salwatorianie i salwatorianki pracowali w prefekturze do 1915 roku, kiedy to jako obywatele niemieccy zostali wydaleni z Indii przez władze brytyjskie. Na lata 1890–1915 przypadała „epoka fundacji”, kiedy to o. Franciszek Jordan założył 39 placówek apostolskich w 12 krajach w Europie, Azji, Ameryce Północnej i Południowej. „Epokę fundacji” stymulowały słowa Założyciela zapisane przez niego w „Dzienniku”: „Dopóki żyje na świecie jeszcze jeden człowiek, który nie zna Boga i nie kocha Go ponad wszystko, nie możesz ani na chwilę spocząć”. Katolickie Towarzystwo Nauczania, a następnie Towarzystwo Boskiego Zbawiciela, przeżyło prawie 20-letni okres wizytacji apostolskiej, którą sprawował obecny Sługa Boży wizytator, a następnie arcybiskup Monreale na Sycylii, o. Antonio Intreccialagli OCD. Zarówno w czasie obrad Pierwszej (1905), jak i Drugiej Kapituły Generalnej Towarzystwa Boskiego Zbawiciela (1908), o. Franciszek. Jordan został wybrany na urząd przełożonego generalnego Zgromadzenia. W 1905 r. Towarzystwo Boskiego otrzymało papieską aprobatę (Decretum Laudis), a w 1911 aprobatę ostateczną.

### Ostatnie lata życia
Wskutek przystąpienia Włoch do działań wojennych w dniu 7 maja 1915 roku, o. Franciszek Jordan przeprowadził się do Fryburga w Szwajcarii, gdzie spędził ostatnie lata życia. W dniu 8 października 1915 w kolegium salwatoriańskim we Fryburgu w Szwajcarii rozpoczęły się obrady Trzeciej Kapituły Generalnej Towarzystwa Boskiego Zbawiciela. O. Franciszek Jordan, bardzo schorowany, zrzekł się urzędu przełożonego generalnego. Jego pierwszym następcą został ks. Pankracy Pfeiffer. Tak jak wcześniej, kiedy sprawował urząd przełożonego generalnego, tak i teraz, podczas ostatnich lat życia we Fryburgu w Szwajcarii, o. Franciszek Jordan pozostał dla swoich duchowych synów i córek, jak go określano, „Umiłowanym Ojcem”. W ostatnich miesiącach życia dotkliwie cierpiał na raka żołądka. Zmarł w święto Narodzenia NMP, 8 września 1918 roku w Tafers we Fryburgu. Ceremoniom pogrzebowym przewodniczył w dniu 11 września 1918 ordynariusz Fryburga biskup dr Placidus Colliard.

### Proces beatyfikacyjny
O. Franciszek Maria od Krzyża Jordan cieszył się nieustanną opinią świętości (fama sanctitatis) za życia, w chwili śmierci i po swojej śmierci. Proces beatyfikacyjny rozpoczął się w 1942. Po ekshumacji w 1956 jego szczątki przewieziono i złożono w kaplicy domu generalnego salwatorianów w Rzymie. 14 grudnia 2006 postulacja salwatoriańska przekszała do Kongregacji Spraw Kanonizacyjnych Positio super vita, virtutibus et fama sanctitatis Sługi Bożego o. Franciszka Marii od Krzyża Jordana. 5 czerwca 2007 podczas kongresu Komisji Historycznej w Kongregacji ds. Beatyfikacji i Kanonizacji Positio zostało pozytywnie przyjęte i przekazane do Komisji Teologicznej. 14 stycznia 2011 Benedykt XVI zlecił Kongregacji Spraw Kanonizacyjnych wydanie dekretu o heroiczności cnót. Prefekt Kongregacji Spraw Kanonizacyjnych kard. Angelo Amato 19 marca 2011 promulgował w domu generalnym Salwatorianów w Rzymie dekret potwierdzający heroiczność cnót ojca Franciszka Marii od Krzyża Jordana. 15 maja 2021 w bazylice św. Jana na Lateranie odbyła się jego beatyfikacja. W imieniu papieża Franciszka, ceremonii beatyfikacji przewodniczył kardynał Angelo de Donatis, wikariusz generalny Rzymu.